# جوبية (نبات)
جوبية أو نخل شيلي أو نارجيل شيلي (الاسم العلمي Jubaea spectabilis)، شجرة من النخليات وحيدة الجنس والنوع. مهدها بلاد الشيلي. ساقها منتصبة، مستقيمة، تعلو نحو 15 م. جذعها مستدق السنخ والطرف، غليظ الوسط حيث يبلغ قطره نحو المتر. سعفها كسعف النخيل. جريدتها تطول نحو أربعة أمتار. إزهرارها عثكولي التجميع. ثمارها جوزية الشكل. كبيرة القد، لبها آحي التركيب مأكول. ويستخرج من ساقها عند حزها عصارة سكرية دسمة تدعى عسل الجوبية أو شراب النخيل.